# Prelatura territoriale di Illapel
La prelatura territoriale di Illapel (in latino Praelatura Territorialis Ilapensis) è una sede della Chiesa cattolica in Cile suffraganea dell'arcidiocesi di La Serena. Nel 2021 contava 67.580 battezzati su 84.950 abitanti. È retta dal vescovo Esteban Larrondo Yáñez.

## Territorio
La prelatura territoriale comprende la provincia cilena di Choapa, nella regione di Coquimbo.
Sede prelatizia è la città di Illapel, dove si trova la cattedrale di San Raffaele Arcangelo.

### Parrocchie
Il territorio si estende su 10.080 km² ed è suddiviso in 12 parrocchie:
- San Raffaele Arcangelo, Illapel
- Nostra Signora della Candelora, Mincha (Canela)
- Nostra Signora del Carmine di Palo Colorado, Quilimarí (Los Vilos)
- Nostra Signora del Rosario, Salamanca
- San Tommaso di Choapa, El Tambo (Salamanca)
- Nostra Signora del Carmine, Los Vilos
- Nostra Signora del Transito, Canela
- Sant'Antonio di Padova, Caimanes (Los Vilos)
- Nostra Signora di Fatima, Illapel
- Nostro Signore Gesù Cristo Crocifisso, Huintil (Illapel)
- Cristo Re, Guangualí (Los Vilos)
- San Giuseppe, Chillepín (Salamanca)

## Storia
La prelatura territoriale è stata eretta il 30 aprile 1960 con la bolla Ad hominis similitudinem di papa Giovanni XXIII, ricavandone il territorio dall'arcidiocesi di La Serena e dalla diocesi di San Felipe.

## Cronotassi dei vescovi
Si omettono i periodi di sede vacante non superiori ai 2 anni o non storicamente accertati.
- Sede vacante (1960-1966)

- Cirilo Polidoro Van Vlierberghe, O.F.M. † (27 giugno 1966 - 11 agosto 1984 ritirato)[2]
- Pablo Lizama Riquelme (19 dicembre 1985 - 24 febbraio 1988 nominato vescovo ausiliare di Talca)
- Rafael de la Barra Tagle, S.V.D. (17 giugno 1989 - 20 febbraio 2010 ritirato)
- Jorge Patricio Vega Velasco, S.V.D. (20 febbraio 2010 - 8 giugno 2021 nominato vescovo di Valparaíso)
  - Sede vacante (2021-2023)
- Esteban Larrondo Yáñez, dal 12 dicembre 2023

## Statistiche
La prelatura territoriale nel 2021 su una popolazione di 84.950 persone contava 67.580 battezzati, corrispondenti al 79,6% del totale.
| anno | popolazione | popolazione | popolazione | presbiteri | presbiteri | presbiteri | presbiteri                | diaconi | religiosi | religiosi | parrocchie |
| anno | battezzati  | totale      | %           | numero     | secolari   | regolari   | battezzati per presbitero | diaconi | uomini    | donne     | parrocchie |
| ---- | ----------- | ----------- | ----------- | ---------- | ---------- | ---------- | ------------------------- | ------- | --------- | --------- | ---------- |
| 1965 | 68.000      | 73.000      | 93,2        | 13         | 5          | 8          | 5.230                     |         | 10        | 34        | 10         |
| 1968 | 81.000      | 90.000      | 90,0        | 17         | 9          | 8          | 4.764                     | 1       | 10        | 44        | 10         |
| 1976 | 70.000      | 75.000      | 93,3        | 15         | 8          | 7          | 4.666                     | 1       | 10        | 34        | 12         |
| 1980 | 69.000      | 73.400      | 94,0        | 15         | 9          | 6          | 4.600                     | 1       | 9         | 31        | 13         |
| 1990 | 75.465      | 85.756      | 88,0        | 17         | 14         | 3          | 4.439                     | 1       | 4         | 25        | 11         |
| 1999 | 78.000      | 82.000      | 95,1        | 22         | 15         | 7          | 3.545                     |         | 9         | 31        | 12         |
| 2000 | 78.000      | 82.000      | 95,1        | 22         | 15         | 7          | 3.545                     |         | 8         | 31        | 12         |
| 2001 | 78.000      | 82.000      | 95,1        | 19         | 14         | 5          | 4.105                     |         | 6         | 33        | 12         |
| 2002 | 78.000      | 82.000      | 95,1        | 19         | 13         | 6          | 4.105                     |         | 7         | 36        | 12         |
| 2003 | 78.000      | 82.000      | 95,1        | 18         | 12         | 6          | 4.333                     |         | 7         | 39        | 12         |
| 2004 | 78.000      | 82.000      | 95,1        | 19         | 13         | 6          | 4.105                     |         | 7         | 39        | 12         |
| 2013 | 85.400      | 89.400      | 95,5        | 22         | 13         | 9          | 3.881                     |         | 9         | 19        | 12         |
| 2016 | 67.299      | 85.084      | 79,1        | 19         | 9          | 10         | 3.542                     |         | 11        | 18        | 12         |
| 2019 | 65.600      | 82.400      | 79,6        | 14         | 9          | 5          | 4.685                     |         | 7         | 17        | 12         |
| 2021 | 67.580      | 84.950      | 79,6        | 12         | 8          | 4          | 5.631                     |         | 6         | 14        | 12         |